# Berg-Annas berg
Berg-Annas berg este o arie protejată (arie specială de conservare — SAC, sit de importanță comunitară — SCI) din Suedia întinsă pe o suprafață de 30,5 ha, integral pe uscat.

## Localizare
Centrul sitului Berg-Annas berg este situat la coordonatele 60°52′32″N 16°03′57″E / 60.8756°N 16.0657°E.

## Înființare
Situl Berg-Annas berg a fost declarat sit de importanță comunitară în aprilie 2003 pentru a proteja un număr necunoscut de specii din flora spontană și fauna sălbatică aflate în arealul zonei. Situl a fost protejat și ca arie specială de conservare în martie 2011.

## Biodiversitate
Situată în ecoregiunea boreală, aria protejată conține 2 habitate naturale: Mlaștini turboase de tranziție și turbării mișcătoare, Taiga vestică.
La baza desemnării sitului se află un număr nedeclarat de specii protejate.